# Danmark i olympiska sommarspelen 2004
Danmark deltog med 92 deltagare vid de olympiska sommarspelen 2004 i Aten. Totalt vann de åtta medaljer och slutade på trettiosjunde plats i medaljligan.

## Medaljer

### Guld
- Handbollslandslaget damer (Kristine Andersen, Karen Brødsgaard, Line Daugaard, Katrine Fruelund, Trine Jensen, Rikke Hørlykke , Lotte Kiærskou, Henriette Mikkelsen, Karin Mortensen, Louise Bager Nørgaard, Rikke Schmidt, Rikke Skov, Camilla Thomsen, Josephine Touray och Mette Vestergaard Larsen)
- Eskild Ebbesen, Thomas Ebert, Thor Kristensen och Stephan Mølvig - Rodd, fyra utan styrman lättvikt

### Silver
- Joachim B. Olsen - Friidrott, kulstötning

### Brons
- Jens Eriksen och Mette Schjoldager - Badminton, mixed dubbel
- Michael Maze och Finn Tugwell - Bordtennis, dubbel
- Wilson Kipketer - Friidrott, 800 m
- Signe Livbjerg - Segling, europaklass
- Dorte Jensen, Helle Jespersen och Christina Otzen - Segling, yngling

## Badminton
| Idrottare                            | Gren        | Sextondelsfinaler                         | Åttondelsfinaler                          | Kvartsfinaler                        | Semifinaler                        | Final                                             | Final            |
| Idrottare                            | Gren        | Motståndare Resultat                      | Motståndare Resultat                      | Motståndare Resultat                 | Motståndare Resultat               | Motståndare Resultat                              | Placering        |
| ------------------------------------ | ----------- | ----------------------------------------- | ----------------------------------------- | ------------------------------------ | ---------------------------------- | ------------------------------------------------- | ---------------- |
| Peter Gade                           | Herrsingel  | Chien (TPE) W 15-6, 15-1                  | Kanetkar (IND) W 15-10, 15-6              | Hidayat (INA) L 12-15, 12-15         | Gick inte vidare                   | Gick inte vidare                                  |                  |
| Kenneth Jonassen                     | Herrsingel  | Chen (CHN) L 15-12, 5-15, 9-15            | Gick inte vidare                          | Gick inte vidare                     | Gick inte vidare                   | Gick inte vidare                                  | Gick inte vidare |
| Jens Eriksen Martin Lundgaard Hansen | Herrdubbel  | BYE                                       | Han/Bach (USA) W 15-6, 15-4               | Cai/Fu (CHN) W 3-15, 15-11, 15-8     | Lee/Yoo (KOR) L 15-9, 5-15, 3-15   | Bronsmatchl Hian/Limpele (INA) L 13-15, 7-15      | 4                |
| Lars Paaske Jonas Rasmussen          | Herrdubbel  | BYE                                       | Kim/Yim (KOR) L 15-7, 6-15, 12-15         | Gick inte vidare                     | Gick inte vidare                   | Gick inte vidare                                  | Gick inte vidare |
| Camilla Martin                       | Damsingel   | Yonekura (JPN) W 11-4, 11-7               | Hallam (GBR) L 2-11, 11-5, 10-13          | Gick inte vidare                     | Gick inte vidare                   | Gick inte vidare                                  | Gick inte vidare |
| Tine Rasmussen                       | Damsingel   | Nedelcheva (BUL) L 11-8, 7-11, 11-13      | Gick inte vidare                          | Gick inte vidare                     | Gick inte vidare                   | Gick inte vidare                                  | Gick inte vidare |
| Pernille Harder Mette Schjoldager    | Damdubbel   | Crabtree/Wilson-Smith (AUS) W 15-2, 15-3  | Lee/Ra (KOR) L 8-15, 8-15                 | Gick inte vidare                     | Gick inte vidare                   | Gick inte vidare                                  | Gick inte vidare |
| Ann-Lou Jørgensen Rikke Olsen        | Damdubbel   | BYE                                       | Grether/Schenk (GER) W 15-12, 16-17, 15-5 | Gao/Huang (CHN) L 6-15, 7-15         | Gick inte vidare                   | Gick inte vidare                                  | Gick inte vidare |
| Jens Eriksen Mette Schjoldager       | Mixeddubbel | Stoyanov/Wright (FRA) W 15-13, 2-15, 15-5 | Kim Y/Lee H (KOR) W 6-15, 15-12, 15-13    | Widianto/Marissa (INA) W 15-12, 15-8 | Zhang/Gao (CHN) L 9-15, 5-15       | Bronsmatch Rasmussen/Olsen (DEN) W 15-5, 15-5     | 3                |
| Jonas Rasmussen Rikke Olsen          | Mixeddubbel | BYE                                       | Shirley/Petersen (NZL) W 15-14, 15-9      | Kim D/Ra (KOR) W 17-14, 15-8         | Robertson/Emms (GBR) L 6-15, 12-15 | Bronsmatch Eriksen/Schjoldager (DEN) L 5-15, 5-15 | 4                |

## Bordtennis
| Idrottare                 | Gren       | Omgång 1             | Omgång 2             | Omgång 3                    | Omgång 4                     | Kvartsfinaler               | Semifinaler          | Final                                  |                  |
| Idrottare                 | Gren       | Motståndare Resultat | Motståndare Resultat | Motståndare Resultat        | Motståndare Resultat         | Motståndare Resultat        | Motståndare Resultat | Motståndare Resultat                   |                  |
| ------------------------- | ---------- | -------------------- | -------------------- | --------------------------- | ---------------------------- | --------------------------- | -------------------- | -------------------------------------- | ---------------- |
| Michael Maze              | Herrsingel | BYE                  | BYE                  | Leung (HKG) L 1-4           | Gick inte vidare             | Gick inte vidare            | Gick inte vidare     | Gick inte vidare                       | Gick inte vidare |
| Michael Maze Finn Tugwell | Herrdubbel | i.u.                 | BYE                  | Akinlabi/Nosiru (NGR) W 4-2 | Jindrak/Schlager (AUT) W 4-0 | Persson/Waldner (SWE) W 4-1 | Chen/Ma (CHN) L 2-4  | Bronsmatch Mazunov/Smirnov (RUS) W 4-2 | 3                |

## Brottning
Grekisk-romersk
| Håkan Nyblom | 55 kg | Pool 7 Kiouregkian (GRE) L 0-3 Sheng (CHN) W 2-1 Kalilov (KGZ) W 3-0 | 2 | Gick inte vidare | Gick inte vidare | Gick inte vidare | Gick inte vidare |

## Bågskytte
Herrar
| Idrottare        | Gren         | Rankningsomgång | Rankningsomgång | 32-delsfinaler        | Sextondelsfinaler       | Åttondelsfinaler     | Kvartsfinaler        | Semifinaler          | Final                | Final            |
| Idrottare        | Gren         | Poäng           | Seed            | Motståndare Resultat  | Motståndare Resultat    | Motståndare Resultat | Motståndare Resultat | Motståndare Resultat | Motståndare Resultat | Placering        |
| ---------------- | ------------ | --------------- | --------------- | --------------------- | ----------------------- | -------------------- | -------------------- | -------------------- | -------------------- | ---------------- |
| Hasse Pavia Lind | Individuellt | 666             | 8               | Essam (EGY) W 158-110 | Serdyuk (UKR) L 164-165 | Gick inte vidare     | Gick inte vidare     | Gick inte vidare     | Gick inte vidare     | Gick inte vidare |

## Cykling

### Mountainbike
| Idrottare           | Gren                  | Tid     | Placering |
| ------------------- | --------------------- | ------- | --------- |
| Mette Andersen      | Damernas terränglopp  | DNF     | x         |
| Peter Riis Andersen | Herrarnas terränglopp | 2:24:03 | 18        |
| Christian Poulsen   | Herrarnas terränglopp | -1 Lap  | 39        |

### Landsväg
Herrar
| Idrottare         | Gren                | Tid        | Placering |
| ----------------- | ------------------- | ---------- | --------- |
| Bo Hamburger      | Herrarnas linjelopp | 5:41:56    | 25        |
| Frank Høj         | Herrarnas linjelopp | 5:41:56    | 8         |
| Lars Michaelsen   | Herrarnas linjelopp | 5:50:35    | 55        |
| Michael Rasmussen | Herrarnas linjelopp | DNF        | x         |
| Nicki Sørensen    | Herrarnas linjelopp | 5:50:35    | 60        |
| Frank Høj         | Herrarnas tempolopp | 1:00:35.73 | 18        |

## Friidrott
Joachim B. Olsen tog från början brons i herrarnas kulstötning. Den 5 december 2012 blev ukrainske Jurij Bilonoh fråntagen sin guldmedalj av Internationella olympiska kommittén och IAAF efter att han testat positivt för dopning. Efter att Bilonohs blivit diskvalificerad blev Olsens medalj uppgraderad till ett silver.
Herrar
Bana, maraton och gång
| Idrottare       | Gren      | Heat     | Heat      | Kvartsfinal | Kvartsfinal | Semifinal | Semifinal | Final    | Final     |
| Idrottare       | Gren      | Resultat | Placering | Resultat    | Placering   | Resultat  | Placering | Resultat | Placering |
| --------------- | --------- | -------- | --------- | ----------- | ----------- | --------- | --------- | -------- | --------- |
| Wilson Kipketer | 800 meter | 1:44.69  | 1 Q       | i.u.        | i.u.        | 1:44.63   | 1 Q       | 1:44.65  | 3         |

Fältgrenar och tiokamp
| Idrottare        | Gren        | Kval     | Kval      | Final            | Final            |
| Idrottare        | Gren        | Resultat | Placering | Resultat         | Placering        |
| ---------------- | ----------- | -------- | --------- | ---------------- | ---------------- |
| Piotr Buciarski  | Stavhopp    | 5.50     | 26        | Gick inte vidare | Gick inte vidare |
| Joachim B. Olsen | Kulstötning | 20.78    | 2 Q       | 21.07            | [ 2 ]            |

Damer
Bana, maraton och gång
| Idrottare        | Gren    | Heat     | Heat      | Kvartsfinal | Kvartsfinal | Semifinal | Semifinal | Final    | Final     |
| Idrottare        | Gren    | Resultat | Placering | Resultat    | Placering   | Resultat  | Placering | Resultat | Placering |
| ---------------- | ------- | -------- | --------- | ----------- | ----------- | --------- | --------- | -------- | --------- |
| Annemette Jensen | Maraton | i.u.     | i.u.      | i.u.        | i.u.        | i.u.      | i.u.      | 2:50:01  | 49        |

Fältgrenar och sjukamp
| Idrottare          | Gren          | Kval     | Kval      | Final            | Final            |
| Idrottare          | Gren          | Resultat | Placering | Resultat         | Placering        |
| ------------------ | ------------- | -------- | --------- | ---------------- | ---------------- |
| Christina Scherwin | Spjutkastning | 56.86    | 29        | Gick inte vidare | Gick inte vidare |

## Gymnastik

### Trampolin
| Peter Jensen | Herrar | 26.50 | 6.20 | 32.70 | 16 | Gick inte vidare | Gick inte vidare |

## Handboll
Damer
| Nr | Pos. | Namn                     | Födelsedatum (ålder)      | Klubb            |
| -- | ---- | ------------------------ | ------------------------- | ---------------- |
| 1  | MV   | Louise Bager Nørgaard    | 23 april 1982 (22 år)     | Viborg HK        |
| 2  | VB   | Rikke Skov               | 7 september 1980 (23 år)  | Viborg HK        |
| 3  | VY   | Henriette Mikkelsen      | 21 september 1980 (23 år) | Viborg HK        |
| 5  | HB   | Mette Vestergaard Larsen | 19 november 1975 (28 år)  | FCK Håndbold     |
| 10 | MB   | Rikke Hørlykke           | 2 maj 1976 (28 år)        | Slagelse FH      |
| 11 | P    | Camilla Ingemann Thomsen | 19 november 1974 (29 år)  | FCK Håndbold     |
| 12 | MV   | Karin Mortensen          | 26 september 1977 (26 år) | Ikast-Bording EH |
| 13 | MB   | Lotte Kiærskou           | 23 juni 1975 (29 år)      | Viborg HK        |
| 14 | HB   | Trine Jensen             | 16 oktober 1980 (23 år)   | Aalborg DH       |
| 15 | VB   | Katrine Fruelund         | 12 juli 1978 (26 år)      | Viborg HK        |
| 16 | MV   | Rikke Schmidt            | 14 januari 1975 (29 år)   | Slagelse FH      |
| 17 | MB   | Kristine Andersen        | 2 april 1976 (28 år)      | Ikast-Bording EH |
| 18 | P    | Karen Brødsgaard         | 10 mars 1978 (26 år)      | Ikast-Bording EH |
| 19 | VY   | Line Daugaard            | 17 juli 1978 (26 år)      | Ikast-Bording EH |
| 21 | HY   | Josephine Touray         | 6 oktober 1979 (24 år)    | Ikast-Bording EH |

Gruppspel
| Lag       | Pld | W | L | D | GF  | GA  | Poäng |
| --------- | --- | - | - | - | --- | --- | ----- |
| Sydkorea  | 4   | 3 | 0 | 1 | 135 | 103 | 7     |
| Danmark   | 4   | 3 | 0 | 1 | 125 | 98  | 7     |
| Frankrike | 4   | 2 | 2 | 0 | 105 | 106 | 4     |
| Spanien   | 4   | 0 | 3 | 1 | 86  | 110 | 1     |
| Angola    | 4   | 0 | 3 | 1 | 97  | 131 | 1     |

Slutspel
|  | Kvartsfinaler | Kvartsfinaler | Kvartsfinaler |          |          | Semifinaler | Semifinaler | Semifinaler |            |            | Final      | Final          | Final  |
|  |               |               |               |          |          |             |             |             |            |            |            |                |        |
|  | A1            | Ukraina       | 25            |          |          |             |             |             |            |            |            |                |        |
|  | B4            | Spanien       | 23            |          |          |             |             |             |            |            |            |                |        |
|  | B4            | Spanien       | 23            |          | A1       | Ukraina     | 20          |             |            |            |            |                |        |
|  |               |               |               |          | A1       | Ukraina     | 20          |             |            |            |            |                |        |
|  |               | B2            | Danmark       | 29       |          |             |             |             |            |            |            |                |        |
|  | B2            | B2            | Danmark       | 29       | Danmark  | 32          |             |             |            |            |            |                |        |
|  | B2            |               |               |          | Danmark  | 32          |             |             |            |            |            |                |        |
|  | A3            | Kina          | 28            |          |          |             |             |             |            |            |            |                |        |
|  |               |               |               |          |          |             |             |             |            |            | 1          | Danmark (Pen.) | 34 (4) |
|  |               |               | 2             | Sydkorea | 34 (2)   |             |             |             |            |            |            |                |        |
|  | A2            | Ungern        | 23            |          |          |             |             |             |            |            |            |                |        |
|  | B3            | Frankrike     | 25            |          |          |             |             |             |            |            |            |                |        |
|  | B3            | Frankrike     | 25            |          | B3       | Frankrike   | 31          |             | Bronsmatch | Bronsmatch | Bronsmatch | Bronsmatch     |        |
|  |               |               |               |          | B3       | Frankrike   | 31          |             | Bronsmatch | Bronsmatch | Bronsmatch | Bronsmatch     |        |
|  |               | B1            | Sydkorea      | 32       |          |             |             |             |            |            |            |                |        |
|  | B1            | B1            | Sydkorea      | 32       | Sydkorea | 26          |             | 3           | Ukraina    | 21         |            |                |        |
|  | B1            |               |               |          | Sydkorea | 26          |             | 3           | Ukraina    | 21         |            |                |        |
|  | A4            | Brasilien     | 24            |          |          |             |             |             |            |            | 4          | Frankrike      | 18     |

## Kanotsport
Sprint
| Kanotist                             | Gren                 | Heat     | Heat      | Semifinal | Semifinal | Final            | Final            |
| Kanotist                             | Gren                 | Tid      | Placering | Tid       | Placering | Tid              | Placering        |
| ------------------------------------ | -------------------- | -------- | --------- | --------- | --------- | ---------------- | ---------------- |
| Lasse Nielsen Mads Kongsgaard Madsen | Herrarnas K-2 500 m  | 1:33.938 | 5 QS      | 1:33.482  | 5         | Gick inte vidare | Gick inte vidare |
| Lasse Nielsen Mads Kongsgaard Madsen | Herrarnas K-2 1000 m | 3:19.171 | 5 QS      | 3:15.417  | 6         | Gick inte vidare | Gick inte vidare |

## Ridsport

### Dressyr
| Idrottare                                                    | Häst               | Gren                 | Grand Prix | Grand Prix | Grand Prix Special | Grand Prix Special | Grand Prix Fristil | Grand Prix Fristil | Totalt           | Totalt           |
| Idrottare                                                    | Häst               | Gren                 | Poäng      | Placering  | Poäng              | Placering          | Poäng              | Placering          | Poäng            | Placering        |
| ------------------------------------------------------------ | ------------------ | -------------------- | ---------- | ---------- | ------------------ | ------------------ | ------------------ | ------------------ | ---------------- | ---------------- |
| Andreas Helgstrand                                           | Cavan              | Individuell dressyr  | 68,333     | 22 Q       | 73,960             | 10 Q               | 76,300             | 9                  | 72,864           | 9                |
| Lone Jørgensen                                               | Ludewig G          | Individuell dressyr  | 65,750     | 38         | Gick inte vidare   | Gick inte vidare   | Gick inte vidare   | Gick inte vidare   | Gick inte vidare | Gick inte vidare |
| Jon Pedersen                                                 | Esprit de Valdemar | Individuell dressyr  | 69,000     | 17 Q       | 69,160             | 19                 | Gick inte vidare   | Gick inte vidare   | Gick inte vidare | Gick inte vidare |
| Per Sandgaard                                                | Zancor             | Individuell dressyr  | 70,667     | 12 Q       | 71,560             | 11 Q               | 75,050             | 11                 | 72,426           | 10               |
| Andreas Helgstrand Lone Jørgensen Jon Pedersen Per Sandgaard | Se ovan            | Lagtävling i dressyr | i.u.       | i.u.       | i.u.               | i.u.               | i.u.               | i.u.               | 69,333           | 5                |

### Hoppning
| Ryttare      | Häst    | Gren                 | Kval     | Kval      | Kval     | Kval     | Kval      | Kval     | Kval     | Kval      | Final    | Final     | Final    | Final    | Final     | Totalt | Totalt    |
| Ryttare      | Häst    | Gren                 | Omgång 1 | Omgång 1  | Omgång 2 | Omgång 2 | Omgång 2  | Omgång 3 | Omgång 3 | Omgång 3  | Omgång A | Omgång A  | Omgång B | Omgång B | Omgång B  | Totalt | Totalt    |
| Ryttare      | Häst    | Gren                 | Straff   | Placering | Straff   | Totalt   | Placering | Straff   | Totalt   | Placering | Straff   | Placering | Straff   | Totalt   | Placering | Straff | Placering |
| ------------ | ------- | -------------------- | -------- | --------- | -------- | -------- | --------- | -------- | -------- | --------- | -------- | --------- | -------- | -------- | --------- | ------ | --------- |
| Thomas Velin | Carnute | Individuell hoppning | 0        | =1        | 4        | 4        | =5 Q      | 6        | 10       | =10 Q     | 4        | =4 Q      | 9        | 13       | =11       | 13     | =11       |

## Rodd
Herrar
| Idrottare                                                  | Gren                        | Heat    | Heat      | Återkval | Återkval  | Semifinal | Semifinal | Final   | Final     | Final |
| Idrottare                                                  | Gren                        | Tid     | Placering | Tid      | Placering | Tid       | Placering | Tid     | Placering |       |
| ---------------------------------------------------------- | --------------------------- | ------- | --------- | -------- | --------- | --------- | --------- | ------- | --------- | ----- |
| Rasmus Quist Mads Rasmussen                                | Lättvikts-dubbelsculler     | 6:17,68 | 1 SA/B    | BYE      | BYE       | 6:17,85   | 3 FA      | 6:23,92 | 4         |       |
| Eskild Ebbesen Thomas Ebert Thor Kristensen Stephan Mølvig | Lättvikts-fyra utan styrman | 5:50,72 | 1 SA/B    | BYE      | BYE       | 5:55,85   | 1 FA      | 5:56,85 | 1         |       |

Damer
| Idrottare                                                        | Gren                    | Heat    | Heat      | Återkval | Återkval  | Semifinal | Semifinal | Final   | Final     | Final |
| Idrottare                                                        | Gren                    | Tid     | Placering | Tid      | Placering | Tid       | Placering | Tid     | Placering |       |
| ---------------------------------------------------------------- | ----------------------- | ------- | --------- | -------- | --------- | --------- | --------- | ------- | --------- | ----- |
| Juliane Rasmussen Johanne Thomsen                                | Lättvikts-dubbelsculler | 6:56,62 | 3 R       | 6:57,84  | 3 SA/B    | 7:01,98   | 5 FB      | 7:32,58 | 10        |       |
| Sarah Lauritzen Majbrit Nielsen Dorthe Pedersen Christina Rindom | Scullerfyra             | 6:28,16 | 4 R       | 6:25,14  | 5 FB      | i.u.      | i.u.      | 6:50,13 | 7         |       |

## Segling
Herrar
| Seglare                        | Gren      | Lopp | Lopp | Lopp | Lopp | Lopp | Lopp | Lopp | Lopp | Lopp | Lopp | Lopp | Summerad poäng | Finalplacering |
| Seglare                        | Gren      | 1    | 2    | 3    | 4    | 5    | 6    | 7    | 8    | 9    | 10   | M*   | Summerad poäng | Finalplacering |
| ------------------------------ | --------- | ---- | ---- | ---- | ---- | ---- | ---- | ---- | ---- | ---- | ---- | ---- | -------------- | -------------- |
| Jonas Høgh-Christensen         | Finnjolle | 16   | 4    | 23   | DNF  | 1    | 8    | 11   | 13   | 10   | 8    | 11   | 105            | 9              |
| Kristian Kjærgaard Mads Møller | 470       | 23   | 9    | 22   | 13   | DSQ  | 15   | 25   | 22   | 17   | 27   | 18   | 191            | 25             |
| Nicklas Holm Claus Olesen      | Starbåt   | 14   | 12   | 2    | 2    | 11   | 7    | 5    | 17   | 16   | 14   | 10   | 83             | 9              |

M = Medaljlopp; EL = Eliminerad – gick inte vidare till medaljloppet;
Damer
| Seglare                                      | Gren        | Lopp | Lopp | Lopp | Lopp | Lopp | Lopp | Lopp | Lopp | Lopp | Lopp | Lopp | Summerad poäng | Finalplacering |
| Seglare                                      | Gren        | 1    | 2    | 3    | 4    | 5    | 6    | 7    | 8    | 9    | 10   | M*   | Summerad poäng | Finalplacering |
| -------------------------------------------- | ----------- | ---- | ---- | ---- | ---- | ---- | ---- | ---- | ---- | ---- | ---- | ---- | -------------- | -------------- |
| Signe Livbjerg                               | Europajolle | 4    | 6    | 7    | 15   | 8    | 6    | 10   | 3    | 11   | 4    | 25   | 74             | 3              |
| Michaela Meehan Susanne Ward                 | 470         | 11   | 1    | 4    | 3    | 13   | 8    | 5    | 16   | 12   | RAF  | 16   | 89             | 6              |
| Dorte Jensen Helle Jespersen Christina Otzen | Yngling     | 1    | 14   | 5    | 5    | 5    | 6    | 3    | 4    | 6    | 5    | OCS  | 54             | 3              |

M = Medaljlopp; EL = Eliminerad – gick inte vidare till medaljloppet;
Öppen
| Seglare                                | Gren  | Lopp | Lopp | Lopp | Lopp | Lopp | Lopp | Lopp | Lopp | Lopp | Lopp | Lopp | Lopp | Lopp | Lopp | Lopp | Lopp | Summerad poäng | Finalplacering |
| Seglare                                | Gren  | 1    | 2    | 3    | 4    | 5    | 6    | 7    | 8    | 9    | 10   | 11   | 12   | 13   | 14   | 15   | M*   | Summerad poäng | Finalplacering |
| -------------------------------------- | ----- | ---- | ---- | ---- | ---- | ---- | ---- | ---- | ---- | ---- | ---- | ---- | ---- | ---- | ---- | ---- | ---- | -------------- | -------------- |
| Anders Nyholm                          | Laser | 16   | 30   | 12   | 18   | 20   | 27   | 25   | 18   | 21   | 26   | i.u. | i.u. | i.u. | i.u. | i.u. | 20   | 203            | 22             |
| Dennis Dengsø Andersen Michael Hestbæk | 49er  | 16   | 17   | 17   | 10   | 7    | 11   | 3    | 15   | 6    | 7    | 17   | 1    | 15   | 6    | 11   | 13   | 138            | 13             |

M = Medaljlopp; EL = Eliminerad – gick inte vidare till medaljloppet;

## Taekwondo
| Idrottare      | Gren             | Åttondelsfinaler       | Kvartsfinaler          | Semifinaer           | Återkval             | Bronsmatch           | Final                | Final            |
| Idrottare      | Gren             | Motståndare Resultat   | Motståndare Resultat   | Motståndare Resultat | Motståndare Resultat | Motståndare Resultat | Motståndare Resultat | Placering        |
| -------------- | ---------------- | ---------------------- | ---------------------- | -------------------- | -------------------- | -------------------- | -------------------- | ---------------- |
| Jesper Roesen  | Herrarnas −68 kg | Hernando (ARG) W 11–10 | Song M-S (KOR) L 11–13 | Gick inte vidare     | Gick inte vidare     | Gick inte vidare     | Gick inte vidare     | Gick inte vidare |
| Zakaria Asidah | Herrarnas +80 kg | Kamal (JOR) L 6–9      | Gick inte vidare       | Gick inte vidare     | Gick inte vidare     | Gick inte vidare     | Gick inte vidare     | Gick inte vidare |

## Triathlon
| Triathlet      | Gren                | Simning (1,5 km) | Trans 1 | Cykling (40 km) | Trans 2 | Löpning (10 km) | Total tid  | Placering |
| -------------- | ------------------- | ---------------- | ------- | --------------- | ------- | --------------- | ---------- | --------- |
| Rasmus Henning | Herrarnas triathlon | 18:19            | 0:16    | 1:01.29         | 0:17    | 32:49           | 1:52:37,32 | 7         |